# Tsuji Gettan Sukemochi
Tsuji Gettan Sukemochi (jap. 辻 月丹 資茂; * 1649 in Masugi, Kōka-gun, Provinz Ōmi (heute: Kamimasugi, Kōnan-chō, Kōka, Präfektur Shiga); † 23. Juni 1728 in Edo (heute: Tokio)) war ein Gelehrter, Philosoph, Samurai, Schwertkämpfer und Begründer der Schwertstile Mugai-ryu und Mugai-ryu Iai.
Er wurde als Sohn eines Gefolgsmanns von Sasaki Takatsuna (ein Ninja aus Iga), Tsuji Dayu 1649 geboren.
1662 begann er Yamaguchi-ryu Kenjutsu bei Yamaguchi Bokushinsai in Kyto zu studieren und erhielt die Lehrlizenz Menkyo Kaiden, um 1675 ein eigenes Dōjō in Edo zu eröffnen.
Er fühlte sich dem Abt Sekitan Zenshi verbunden und studierte bei ihm Zen, klassische chinesische Literatur und nach seinem Tod beim Nachfolger Sinshu im Tempel Azabu Kyokoji. 
Nach dem Erreichen der Erleuchtung (Satori) entwickelte er (1694) den Schwertstil Mugai-ryu nach einem Gedicht von Sekitan Zenshi (Ippo jitsu mugai Kenkon toku ittei Suimo ho nomitsu Dochaku soku kosei). Taga Jikyosai Morimasa, Sōke von Jikyoryu Jikyoryua Iai gab seine Techniken an ihn weiter, sodass er später den Zusatz Iai zufügte.
Da sein Haus beim großen Brand in Edo 1695 vernichtet wurde, kann sich die Wissenschaft nur auf Überlieferungen berufen, die aussagen, dass er den Daimyō von Tosa (Provinz Tosa) Yamauchi Toyomasa (山内 豊昌), den Daimyō von Umayabashi (Provinz Kōzuke) Sakai Tadataka (酒井 忠挙), den Daimyō von Iwatsuki (Provinz Musashi) Ogasawara Nagashige (小笠原 長重), etwa 30 Shōmyō (Feudalherren mit geringerem Einkommen), 150 Jikisan (direkte Vasallen des Shōgun) und über 900 Baishin (Aftervasallen) unterrichtete.
Zwei Hauptrichtungen haben sich aus seiner Schule entwickelt: Edo (Hauptstadt von Musashi) und später daraus Himeji (Hauptstadt des späteren Lehens der Sakai-Familie Himeji).
1710 sollte er vor dem 5. Tokugawa-Shogun Tokugawa Tsunayoshi seinen Kampfstil demonstrieren, dieser verstarb aber vorher.
Sein Adoptivsohn Tsuji Kimata Sukehide trat die Nachfolge als zweiter Soke an.